# Moringue

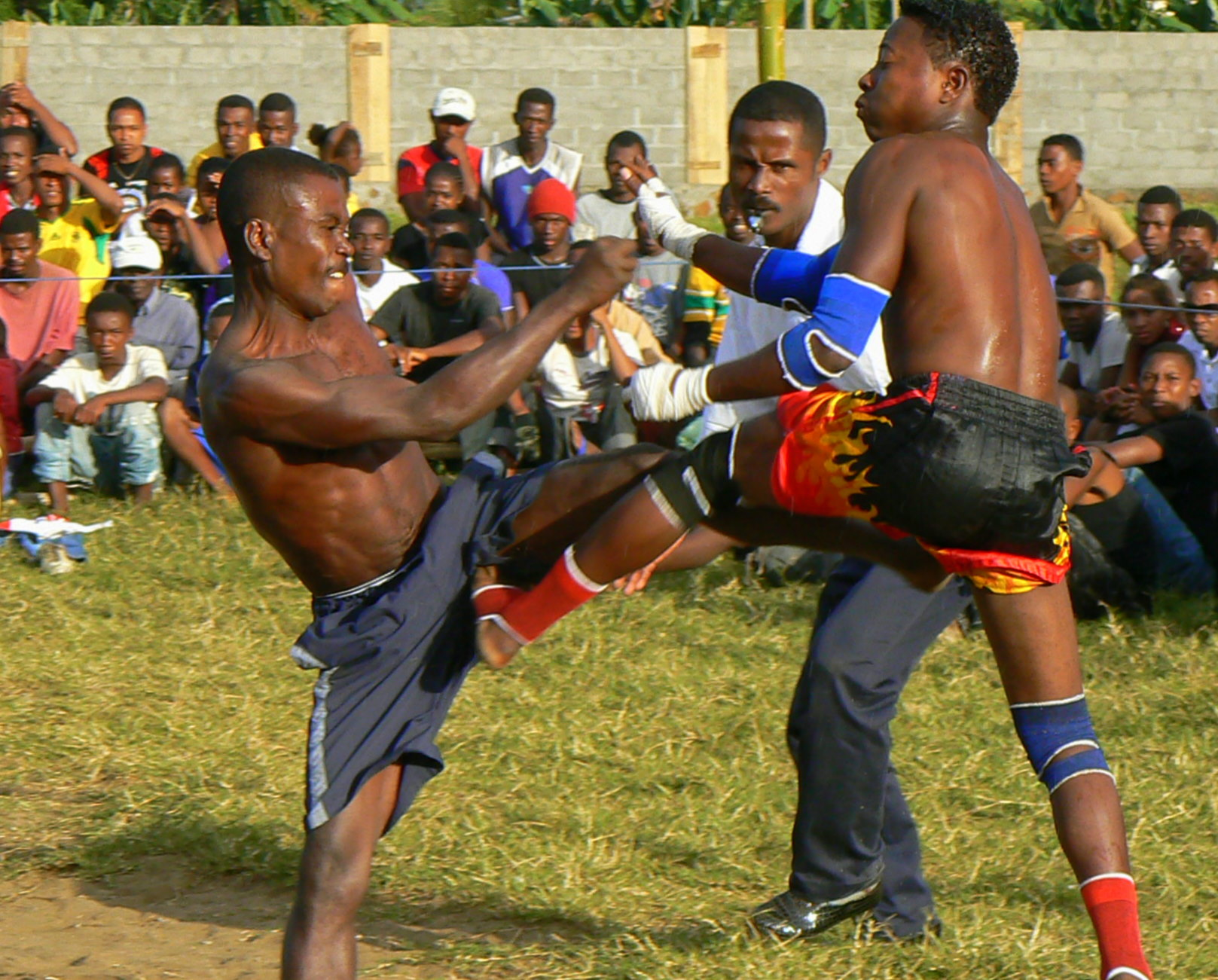
Zwei Männer in einem Moringueturnier mit Schiedsrichter

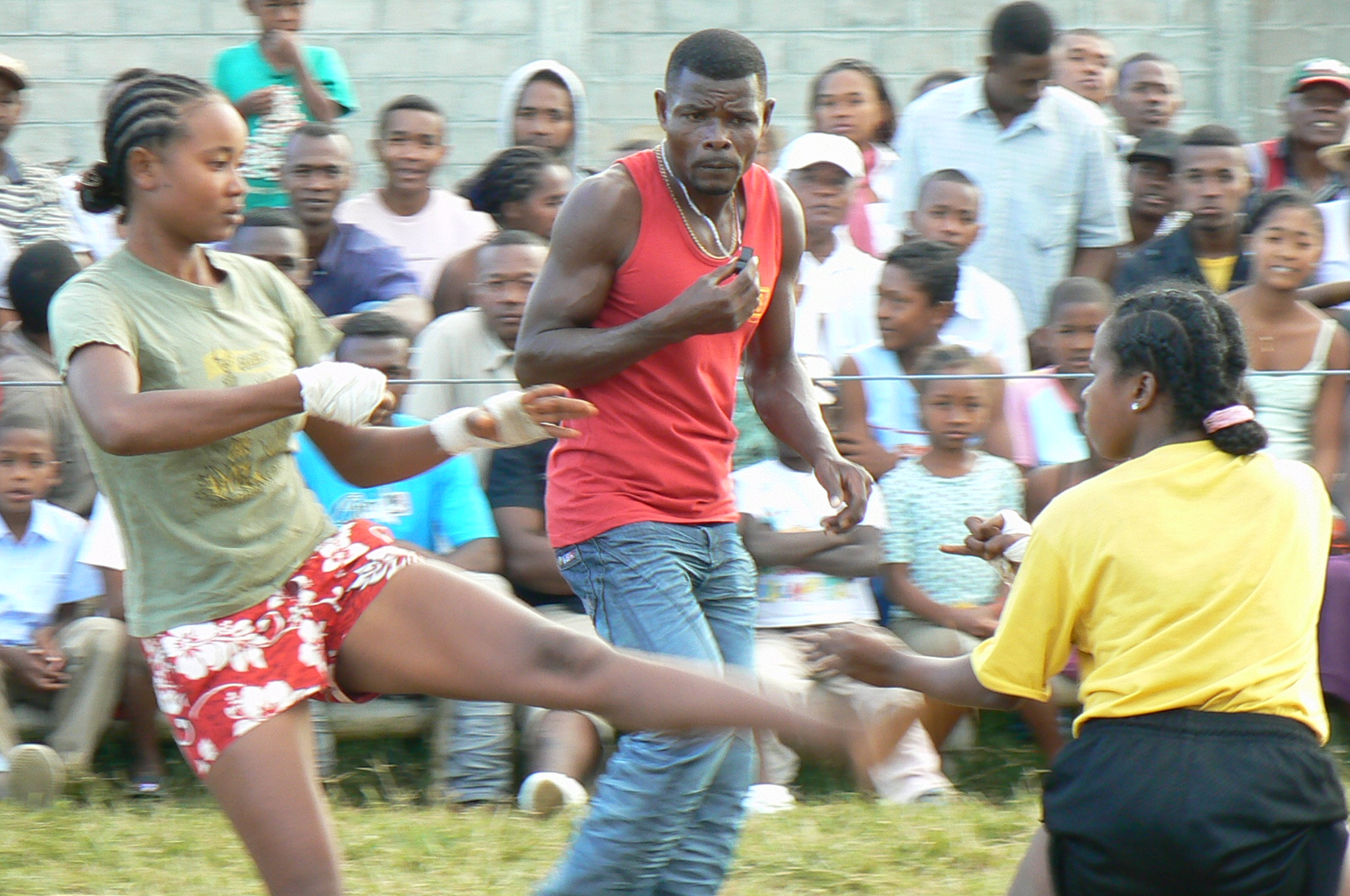
Auch Frauen kämpfen Moringue

Moringue (auch Batay Kréol genannt) ist eine Kombination aus Kampfkunst und Tanz, die von Völkern des Indischen Ozeans ausgeübt wird. Es wurde von Sklaven auf La Réunion entwickelt.
Hauptsächlich Réunion, Mayotte und Madagaskar sind mit dieser Kampfart vertraut. Der Kampfstil ist dem der brasilianischen Capoeira sehr ähnlich.
Der Kampftanz hat seine Wurzeln im 18. Jahrhundert, als mit der Verschleppung von Schwarzafrikanern für den Zuckerrohranbau eine massenhafte Sklaverei begann. Den Sklaven wurde in der französischen Kolonialzeit verboten, sich untereinander zu prügeln, wodurch sie Moringue entwickelten um die Kämpfe in den Augen der Weißen als Stammestanz zu maskieren. Das Wort leitet sich vom Madagassischen Wort moraingy ab, was „Boxkampf“ bedeutet. Der Moringue wird im Rhythmus von Schlaginstrumenten während des Wettkampfes oder im Training praktiziert.
Moringue wurde auf Réunion durch die kreolische Jugend in den letzten Jahren wiederentdeckt und wird auch von Frauen ausgeübt.